# Groupe de Marlotte
Le groupe de Marlotte désigne le rassemblement de peintres paysagistes indépendants inspirés par les paysages des alentours de Bourron-Marlotte, commune française située dans le département de Seine-et-Marne en région Île-de-France. Située à 8,5 km au sud de la ville de Fontainebleau, la commune s'étend entre la forêt de Fontainebleau au nord et la rivière le Loing au sud.

## Contexte historique
À partir de la Seconde Restauration, plusieurs peintres installent leur chevalet dans la forêt de Fontainebleau et les alentours du lieu-dit de Barbizon dépendant de Chailly-en-Bière et qui allait devenir célèbre. Dans le sillage de Barbizon, d’autres communes de la région telles que Samois-sur-Seine, Moret-sur-Loing, Marlotte ou Grez-sur-Loing attirent également des artistes souhaitant peindre sur le motif, séduits par la nature sauvage et la beauté des paysages. Marlotte, constitua d'ailleurs le point de rencontre privilégié des initiés, peintres souvent peu fortunés et francs buveurs, le coût de la vie y étant moins cher. Surtout, toujours plus nombreux à Barbizon au cours du XIXe siècle, attirant leurs amis pour constituer un groupe de plus de 120 peintres installés dans un hameau de 80 paysans, ils ont alors colonisé tous les petits villages autour de la forêt, essaimant à Marlotte, à Montigny-sur-Loing, à Bois-le-Roi, à Grez-sur-Loing, à Moret-sur-Loing. Dans leur sillage, d'autres peintres, aujourd'hui moins connus mais qui de leur temps avaient une certaine célébrité comme Auguste Allongé (1833-1898) ou Eugène Cicéri (1813-1890), Charles Delort (1841-1895), Albert Rigolot (1862-1932), Armand Charnay (1844-1915), Alexandre René Veron (1826-1897), Armand Point (1860-1932) vont acheter ou faire construire des maisons à Marlotte pour y résider après 1870. Certains sont enterrés au cimetière de Bourron.

## Désignation courante
Les premiers artistes qui se retrouvaient pour peindre dans la forêt de Fontainebleau, reçurent le surnom de « Groupe de Marlotte » selon Gérald Schurr. En effet, vers 1830 Caruelle d'Aligny (1798-1871), Achille-Etna Michallon (1796-1822) et son élève Camille Corot (1796-1875) s'installent à Marlotte où un grand nombre d'artistes de Barbizon leur rendront visite : Narcisse Díaz de la Peña (1807-1876), Henri Harpignies (1819-1916), Charles-François Daubigny (1817-1878), Olivier de Penne, Célestin Nanteuil (1813-1873), Antoine-Louis Barye (1795-1875), Jacques Raymond Brascassat (1804-1867), Théodore Rousseau (1812-1867), Camille Flers (1802-1868), Alexandre-Gabriel Decamps (1803-1860), Paul Huet (1803-1869), Honoré Daumier (1808-1879) s’y rendirent également, appréciant ce village proche du Loing, abrité des vents du nord et jouissant d'un climat plus doux à l’écart des faux rapins ou touristes qui envahissaient Barbizon chaque week-end. Quelques auteurs allemands, anglais et scandinaves, adoptèrent eux aussi la formule "Groupe de Marlotte" pour distinguer ce cénacle d’artistes novateurs des nombreux peintres plus ou moins talentueux qui allaient se confondre dans ce qui sera désigné plus tard improprement sous le nom d'École de Barbizon.

## Influences postérieures
À partir de 1860, Sisley, Renoir, Monet, Cézanne, Pissarro, Bazille les rejoindront. Tous se retrouvent dans les deux auberges du village, l'auberge Saccault et l'auberge de la mère Antoni. C'est l'esprit de bohème qui règne. La vie littéraire reste tout aussi intense : le poète François Coppée s'est installé à Marlotte, Émile Zola écrivit L'Assommoir à l’auberge Antony. En 1850, Henri Murger vient de publier « Scènes de la vie de bohème ». Il découvre à son tour Marlotte et y entraîne tous ses amis parisiens comme les écrivains Théophile Gautier, Alfred et Paul de Musset, Théodore de Banville. Les frères Goncourt et les frères Margueritte fréquentèrent le village ainsi que Paul Fort et Fernand Gregh.

## Liste des peintres
Les premiers artistes qui se retrouvaient pour peindre dans la forêt de Fontainebleau, reçurent le surnom de "Groupe de Marlotte", selon Gérald Schurr, parmi lesquels (non exhaustive):
- Théodore Caruelle d'Aligny (1798-1871)
- Achille-Etna Michallon (1796-1822)
- Camille Corot (1796-1875)
- Camille Flers (1802-1868)

D’autres peintres ont séjourné ou vécu à Marlotte postérieurement mais ne sont pas classés historiquement comme membre du "Groupe de Marlotte". Ils ont d’ailleurs pu appartenir à d’autres écoles ou courants de la peinture comme l’orientalisme, l’impressionnisme, le symbolisme ou le romantisme. Ont ainsi séjourné ou vécu à Marlotte au XIXe siècle (liste non exhaustive):
- Eugène Cicéri (1813-1890)
- Henri-Joseph Harpignies (1819-1916)
- Auguste Allongé (1833-1898)
- Albert Rigolot (1862-1932)
- Charles-François Daubigny (1817-1878)
- Olivier de Penne (1831-1897), mort le 18 avril 1897 à Marlotte
- Célestin Nanteuil (1813-1873)
- Charles Delort (1841-1895)
- Armand Charnay (1844-1916)
- Alexandre René Véron (1826-1897)
- Émile-Aubert Lessore (1805-1876), peintre orientaliste, mort dans la commune en 1876
- Louis Anquetin (1861-1932), peintre, père du cloisonnisme, qui préludera au synthétisme, s'y installe en 1894
- Armand Point (1860-1932), peintre symboliste
- Narcisse Díaz de la Peña (1807-1876)
- Alexandre-Gabriel Decamps (1803-1860), peintre français, l'une des grandes figures du romantisme
- Paul Huet (1803-1869)
- Honoré Daumier (1808-1879)
- Giuseppe Palizzi (1812-1888), ami de Corot, Millet, Diaz, il vint en France pour peindre sur le motif en forêt de Fontainebleau, proche de l'École de Barbizon. Il fut rejoint par ses frères Filippo Palizzi (1818-1899), ainsi que Nicola Palizzi et Francesco Palizzi
- Cesare-Auguste Detti (1847-1914)
- Alfred Sisley
- Auguste Renoir
- Claude Monet
- Paul Cézanne
- Camille Pissarro
- Frédéric Bazille